# Eliazer Hamburg
Eliazer Hamburg (Amsterdam, 18 december 1859  - Groningen, 3 april 1918) was een Nederlandse opperrabbijn.

## Leven en werk
Eliazer (soms ook Eliezer en Eliëzer) Hamburg was een zoon van Mozes Hamburg en Bruintje Cocosnoot. Hij trouwde met Leentje de Vries.
Hamburg studeerde in Amsterdam aan het Nederlands Israëlietisch Seminarium onder J.H. Dünner en werkte vervolgens als docent klassieke talen. Hij werd rabbijn bij de Nederlands-Israëlietische Hoofdsynagoge in Amsterdam. Op 29 mei 1904 werd Hamburg geïnstalleerd als opperrabbijn van het synagogaal resort Groningen. In 1906 wijdde hij de nieuwe synagoge aan de Folkingestraat in.
Hamburg overleed op 58-jarige leeftijd. Hij werd begraven op de Joodse begraafplaats in de stad Groningen.